# Liège-Bastogne-Liège 1926
La 16e édition de Liège-Bastogne-Liège a eu lieu le 2 mai 1926 et a été remportée par le Belge Dieudonné Smets. 
Deux hommes se présentent à l'arrivée de cette seizième édition de la Doyenne. Dieudonné Smets bat au sprint son compagnon d'échappée Joseph Siquet. 56 coureurs étaient au départ et 28 à l'arrivée. Dieudonné Smets est le troisième Liégeois à remporter la Doyenne après Léon Houa (1892, 1893 et 1894) et Victor Fastre (1909).

## Classement
| n° | Coureur                            | Équipe                             | Temps                              |
| -- | ---------------------------------- | ---------------------------------- | ---------------------------------- |
| 1  | Dieudonné Smets                    | -                                  | 7 h 48 min 30 s                    |
| 2  | Joseph Siquet                      | -                                  | m.t.                               |
| 3  | Alexis Macar                       | -                                  | à 1 min 15 s                       |
| 4  | Joseph Wauters                     | -                                  | à 4 min 00 s                       |
| 5  | Albert Bolly                       | -                                  | m.t.                               |
| 6  | Louis Muller                       | -                                  | m.t.                               |
| 7  | 8 coureurs ont été classés ex æquo | 8 coureurs ont été classés ex æquo | 8 coureurs ont été classés ex æquo |